# Beuroner kunstschool

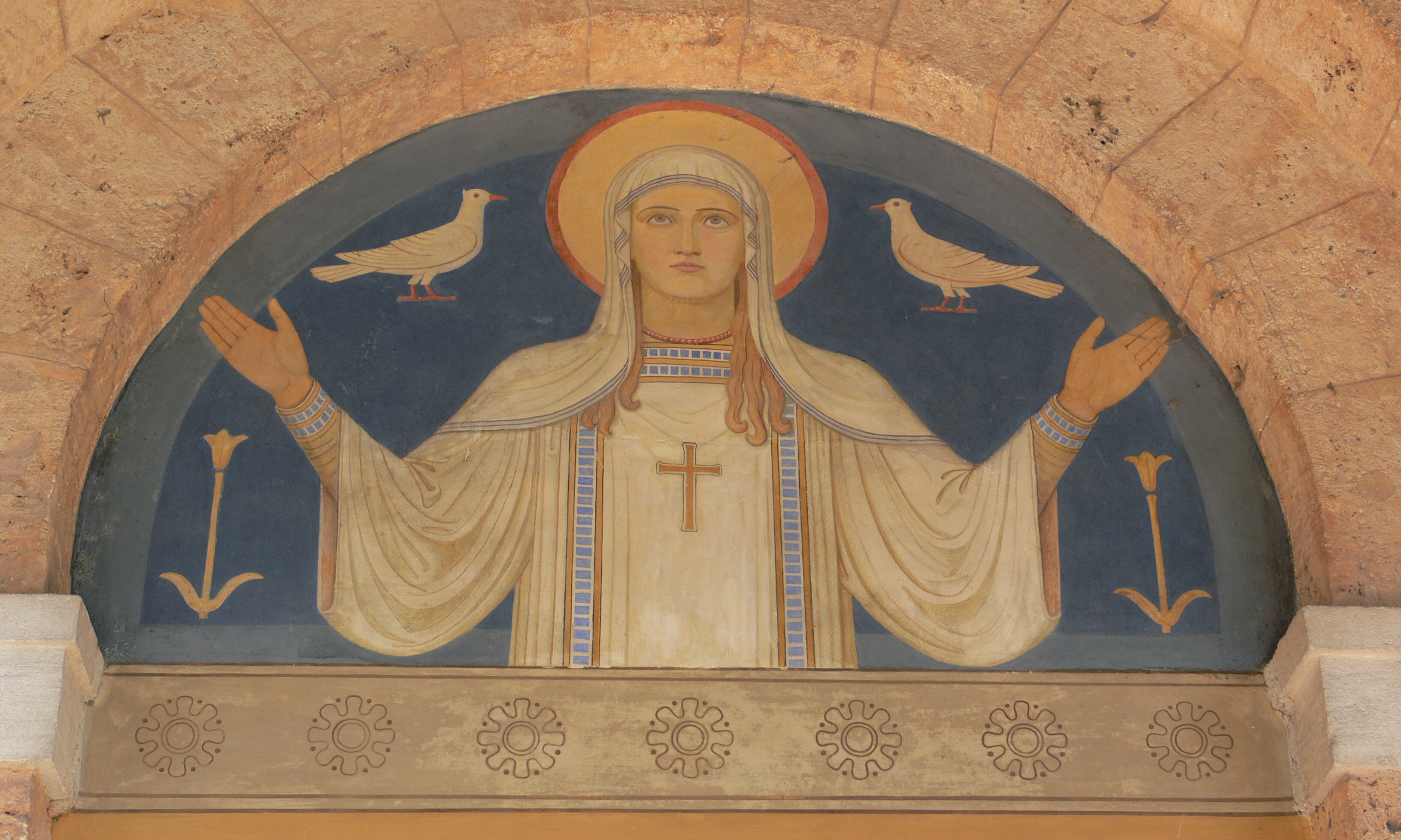
Hal abdijkerk van Beuron

De Beuroner kunstschool werd gesticht door de benedictijnermonnik, schilder en beeldhouwer Desidirus Lenz (1832-1928) in de Abdij van Beuron (Sigmaringen), in 1868. Het streven was een nieuwe kerkelijke kunst te bevorderen, die zich aansloot bij de oudere vormenspraak en in een zeer gebonden compositie.
De invloed van Beuron was indertijd groot en heeft de kerkelijke schilderkunst in nieuwe banen geleid. Een van de leden van de school was de Nederlandse kunstenaar Willibrord Verkade.

## Voorbeelden
- Abdij Sint-Hildegard, Eibingen, Duitsland
- Abdij van Maredsous, Denée België
- Sint-Catharinakerk ('s-Hertogenbosch)